# Oblężenie Fortu Texas
Oblężenie Fortu Texas zwane także Oblężeniem Fortu Brown było formalnym początkiem wojny Stanów Zjednoczonych przeciw Meksykowi.

## Tło
27 marca 1846 roku żołnierze generała Zachary'ego Taylora przekroczyli Rio Grande i rozpoczęli budowę twierdzy "Fort Taylor", którą jednak zwykle nazywano "Fort Texas". W tym czasie Meksykanie dokonali zasadzki na zagon amerykańskiej kawalerii i oblegli niedokończony jeszcze fort. Jego garnizon składał się z 7 dywizji piechoty majora Browna, kompanii 18-to funtowych dział kapitana Louda oraz 4 lekkich dział porucznika Bragga.

## Oblężenie
Meksykański generał Mariano Arista ustawił swoją artylerię, piechotę i kawalerię wokół fortu krótko po odjeździe generała Taylora 1 maja. O 5:00 rano 3 maja meksykańskie oddziały otworzyły ogień z dział stojących po drugiej stronie Rio Grande w Matamoros. 7 Dywizja odpowiedziała ostrzałem z własnych dział. Kiedy z pozycji za rzeką rozpoczęły ostrzał dodatkowe działa mjr Brown skierował swoje na miasto Matamoros. Kanonada trwała do późnej nocy.
Wymiana ognia nie przyniosła efektów. Wały ziemne fortu nadal stały nienaruszone. Meksykańscy dowódcy zrozumieli, że niewiele zdziałają w ten sposób i ostrzał słabł przez następne dni. Gen. Pedro de Ampudia spodziewając się wysokich strat w wypadku szarży na okopane pozycje postanowił zastosować tradycyjną metodę oblegania mając nadzieję, że siły gen. Aristy odeprą ewentualną odsiecz.
Ogień z fortu osłabł również. Zdawszy sobie sprawę, że bombardowanie Matamoros przynosiło minimalne efekty Brown zaprzestał ostrzału. Przez kolejne dni Amerykanie oszczędzali amunicję oddając okazjonalne strzały, a koncentrując się na podpieraniu osłon. Poza powyższymi czynnościami mogli tylko oczekiwać odsieczy gen. Taylora.
Kiedy pojawiły się posiłki Amerykanów oddziałom meksykańskim rozkazano powstrzymanie ich natarcia. Choć kontynuowano sporadyczny ogień w kierunku fortu, większa część piechoty oraz kawalerii ruszyła na odsiecz walczącym pod Palo Alto oraz Resaca de la Palma.
9 maja setki Meksykanów zaczęły wycofywać się w kierunku przepraw na Rio Grande – oddziały Taylora zwyciężyły, zaś wygrana pod Resaca de la Palma przyniosła koniec artyleryjskiemu bombardowaniu Fortu Texas. W trosce o własne oddziały meksykańskie działa zaprzestały ognia.
Choć walki pod fortem trwały sześć dni z okresami wzmożonej kanonady straty były zaskakująco niskie. Tylko dwóch żołnierzy US Army zginęło w trakcie ostrzału, jednak jednym z nich był komendant Jacob Brown. Brown został trafiony kulą armatnią w nogę 6 maja. Zmagał się z raną przez 3 dni, lecz zmarł rankiem 9 maja, na godzinę przed zakończeniem oblężenia. Pomimo osłabienia przez cały okres walk udało mu się zachować wysokie morale swoich podwładnych co niewątpliwie przyczyniło się do zwycięstwa.
Dowództwo meksykańskie donosiło o dwóch zabitych i dwóch rannych. Straty wśród ludności cywilnej Matamoros pozostają nieznane.

## Następstwa
Generał Zachary Taylor przybył z odsieczą fortowi zmuszając gen. Aristę do przemieszczenia swoich sił na pobliskie pole w pobliżu Palo Alto, w konsekwencji odstępując od oblężenia.
Dowódca fortu Jacob Brown, zabity w trakcie walk, został uwieczniony w nowej nazwie. Praczka i kucharka Sarah Borginnes, która nie chciała ukryć się w trakcie walk, zamiast czego przynosiła amerykanom kawę i jedzenie została ochrzczona przez gazety "Heroiną z Fortu Brown".